# IC 229
IC 229 је ознака објекта на координатама са ректансцензијом 2h 27m 22,0s и деклинацијом - 23° 48" 37'. Открио га је Џон Мејкон Томе, 1887. године. Каснијим посматрањима на том положају није уочен никакав астрономски објекат.